# Estadio Joaquín de Alós
El Estadio Joaquín de Alós (conocido popularmente como Estadio del Sportivo San Pedro) es un estadio de fútbol de Paraguay situado en San Pedro del Paraná, departamento de Itapúa. Tiene una capacidad para 2000 personas sentadas y es propiedad del Club Sportivo San Pedro, militante de la tercera división.
El predio está ubicado cerca de la avenida principal en el centro urbano del municipio, a unos 5 km de la ruta PY08.

## Origen del nombre
El estadio recibe su nombre actual en homenaje al militar español Joaquín de Alós y Brú (1746 - 1827), quien fue gobernador intendente del Paraguay y el fundador de la ciudad de San Pedro del Paraná el 29 de junio de 1789.